# Zveza študentskih klubov Slovenije
Zveza študentskih klubov Slovenije (Zveza ŠKIS) je organizacija s sedežem v Ljubljani, ki združuje 51 študentskih klubov in 7 pridruženih članov iz vse Slovenije. Ustanovljena je bila leta 1994. 
Najbolj je znana po organizaciji Škisove tržnice, kulturno-zabavne prireditve za mlade. Je članica Mladinskega sveta Slovenije (MSS). Predstavnik zveze Miha Zupančič je bil 24. septembra 2020 izvoljen za predsednika MSS. Trenutni predsednik Zveze ŠKIS je Mark Perko. 
Pogoj za polnopravno članstvo kluba v Zvezi ŠKIS je status študentske organizacije lokalne skupnosti (ŠOLS). 

## Projekti
- Škisova štorklja (2006–) - natečaj in srečanje za študentske družine,
- Škisova tržnica (1998–),
- Krvodajalska akcija Častim 1/2 litra,
- Sejem rabljenih učbenikov,
- Dijaški informator,
- IZOPOP,
- Varno s ŠKIS-om,
- Decembrska Škisova akademija,
- Dijaška Škisova akademija,
- Urgentna Škisova akademija,
- Jesenska tehnična akademija,
- Škisov zajtrk,
- Treningi za trenerje,
- Empatični december s ŠKIS-om,
- Manj svečk za manj grobov,
- Regijski delovno-motivacijski vikendi,
- Mednarodno popoldne s ŠKIS-om,
- S ŠKIS-om do čiste Slovenije,
- Škisova popotnica.

## Organiziranost

### Organi
- Varnostni svet,
- Nadzorna komisija,
- Glavni odbor,
- Upravni odbor operativnega dela.

### Odbori
- Odbor za izobraževanje,
- Odbor za socialo in zdravstvo,
- Odbor za šolstvo,
- Mednarodni odbor.

## Vir
- Študentski klubi. skis-zveza.si. pridobljeno 1.decembra 2020.
- "Praznovanje 25. obletnice delovanja Zveze ŠKIS". dostop.si. [Dostopano 1. decembra 2020].
- "Mladinski svet Slovenije ima novo vodstvo" Arhivirano 2020-10-26 na Wayback Machine.. 30. september 2020. mlad.si. [Dostopano 1. decembra 2020].
- str. 13. MOLAN, Anja, 2009, Študentsko udejstvovanje v študentskih klubih ter organizacijah : diplomsko delo [na spletu]. Univerza v Ljubljani, Fakulteta za družbene vede . [Dostopano 1. decembra 2020].
- Sejem rabljenih učbenikov. 11. oktober 2020. issuu.com. [Dostopano 6. aprila 2020].
- Dijaški informator. 17. september 2020. issuu.com. [Dostopano 6. aprila 2020].
- Škisova popotnica. 21. september 2020. issuu.com. [Dostopano 6. aprila 2020].